# Cathédrale Saint-Basile-le-Grand de Bucarest
Pour les articles homonymes, voir Église Saint-Basile.
La Cathédrale Saint-Basile-le-Grand (en roumain Sf. Vasile cel Mare), située au numéro 50, rue Polonă, est la première église roumaine unie à Rome (gréco-catholique) édifiée à Bucarest. Le saint patron de l’église est l’archevêque Basile le Grand. La fête patronale de l’église est le 1er janvier.

## Histoire
Une communauté roumaine unie à Rome était attestée, à Bucarest, avant 1800. Initialement, la communauté roumaine unie à Rome de Bucarest a été formée des Roumains transylvains établis dans la capitale de la Valachie. La paroisse Sfântul Vasile cel Mare / Saint-Basile–le-Grand existe comme personne morale depuis 1829. Cette paroisse gréco-catholique roumaine n’avait pas d’église, c’est pour cela qu’elle employait la chapelle catholique de rite latin, située rue Călărași. 
En 1893, à l’époque où le futur évêque Demetriu Radu était curé de la paroisse roumaine unie à Rome (gréco-catholique) de Bucarest, on a acheté le terrain situé au numéro 194 (actuellement au numéro 50), rue Polonă, destiné à la construction d’une église. L’acquisition a été faite au nom de l’Église catholique de rite latin de Bucarest, car les autorités bucarestoises ne voulaient pas que l’Église roumaine unie à Rome (gréco-catholique) détienne des propriétés dans le Royaume roumain; «[...] le nombre des gréco-catholiques transylvains établis dans la Capitale était estimé être entre 5 000 et 10 000.»
Après qu’elles ont mis en retard, autant qu’elles ont pu, l’autorisation de la construction de l’église, les autorités ont imposé des conditions pour la construction de l’église, qu’elle soit érigée dans la cour (afin qu’elle soit moins visible par les passants). C’est pour cela que l’église Vasile cel Mare / Basile-le-Grand a été construite à une distance de 30 mètres de la rue. Au financement de la construction de l'église ont contribué les fidèles gréco-catholiques de Bucarest, l’archevêché de Blaj, ainsi que l’Archevêché catholique de rite latin de Bucarest. Un montant important (100 000 couronnes austro-hongroises) a donné l’ancien curé de la paroisse, Demetriu Radu, devenu évêque de l’évêché gréco-catholique d’Oradea Mare.
En 1909, à la fête des saints Constantin et Hélène du 21 mai, l’archevêque catholique de rite latin Raymund Netzhammer a consacré la pierre de fondation de l’église, assisté par le curé de la paroisse des Roumains unis à Rome, le futur évêque Ioan Bălan et par le prince Vladimir Ghika. C’est après 7 mois, à la fête de Saint-Nicolas (le 6 décembre), que l’archevêque Raymund Netzhammer, sous la juridiction duquel se trouvaient les gréco-catholiques roumains de Bucarest, a consacré la belle église érigée d’après les plans de l’architecte Nicolae Ghica-Budești. Celui-ci a employé pour modèle Biserica Albă / l’Église Blanche connue aussi sous le nom de l’Église Sfântul Gheorghe / Saint-Georges, construite par le voïvode Ștefan cel Mare / Étienne le Grand, après décembre 1467, à Baia. En 1911, l'église reçoit une décoration intérieure réalisée par des artistes de l'école de Beuron.
Après la Première Guerre mondiale, à la constitution de l’archidiaconat roumain uni de Bucarest, passé sous la juridiction de l’Archevêché de Blaj, l’Église Saint-Basile-le-Grand est devenue résidence de l’archidiaconat. De 1940, l’an de la constitution du Vicariat pour Bucarest et pour le Vieux Royaume, l’Église est devenue cathédrale. C’est ici que l’évêque Vasile Aftenie a fonctionné jusqu’à son arrestation par la Securitate, survenue le 28 octobre 1948.
Vladimir Ghika, béatifié le 31 août 2013, y a officié en 1943.
Le 1er décembre 1948, l'Église grecque-catholique roumaine fut interdite par le régime communiste de la Roumanie, à la demande de Staline[réf. nécessaire]. Tous ses évêques, ainsi que les prêtres qui avaient refusé le passage à l'orthodoxie furent arrêtés. À l’appui des autorités communistes, l’église Saint-Basile-le-Grand de Bucarest a été occupée par une paroisse orthodoxe. À la suite, Vasile Aftenie, évêque vicaire gréco-catholique pour le Vieux Royaume (Valachie et Moldavie unies), a été ôté de l’église, arrêté et tué de coups, dans la prison située au sous-sol du bâtiment de la Securitate de Bucarest.
L’historien académicien Zenovie Pâclișanu, nommé, après l’arrestation de l’évêque Vasile Aftenie, à la fonction de vicaire général métropolitain pour les fidèles gréco-catholiques du Vieux Royaume, a lui aussi été arrêté et il est mort en détention, dans la prison de Jilava, en 1958.
Tout de suite après les événements du décembre 1989, les fidèles gréco-catholiques de Bucarest ont reconstitué leur paroisse „Sfântul Vasile cel Mare” et, simultanément, ils ont demandé la restitution de leur église. Initialement, les prélats orthodoxes ont promis la restitution de l’église, mais encouragés par les autorités de l’État, ils ont changé de position et ils n’ont plus reconnu les promesses faites, bien qu’il y ait six églises orthodoxes à une petite distance de l’église Saint-Basile-le-Grand.
Le 2 juin 2005, pendant une rencontre concentrée du Premier ministre Călin Popescu Tăriceanu avec le patriarche Teoctist Arăpașu, celui-ci a réaffirmé l’intention de l’Église orthodoxe roumaine de restituer l’église Saint-Basile-le-Grand à son propriétaire légitime. Mais la promesse n’a pas été mise immédiatement en pratique. Le procès a continué dans les instances et il a été gagné après 14 ans, par la Paroisse roumaine unie à Rome (gréco-catholique) « Sfântul Vasile cel Mare ».
Le propriétaire légitime de l'église, la paroisse roumaine unie à Rome „Sfântul Vasile cel Mare” de Bucarest, est entré en possession de l’église le 28 décembre 2006. On a permis au curé de la paroisse orthodoxe d’habiter dans la maison paroissiale jusqu’en février 2007. 
L'évêque auxiliaire de Bucarest, Mihai Frățilă (de), est installé le 4 mai 2008 et l'église est redevenue cathédrale.
Le 29 mai 2014, L'église Saint-Basil-le-Grand a reçu officiellement le rang et le statut de cathédrale de « l’éparchie de „Saint-Basile-le-Grand" de Bucarest (en latin: Eparchia Sanctus Basilius Magnus Bucarestiensis Romenorum), avec le territoire canonique correspondant à la capitale de la Roumanie et aux judeţe de la province historique de la Valachie (Olténie, Munténie et Dobrogea) ». À cette occasion, « l'évêque Mihai Frăţilă a été transféré de l’éparchie de Nove et auxiliaire d'Alba-Iulia et Făgăraş [résident à Bucarest], à la position de l'évêque de la nouvelle éparchie "Saint-Basile-le-Grand" de Bucarest. La date de l’intronisation du nouvel évêque de l'éparchie "Saint-Basile-le-Grand" de Bucarest, sera communiqué ultérieurement. »
Samedi, le 30 août 2014, a eu lieu la cérémonie d'intronisation du premier évêque de l'éparchie de Saint-Basile le Grand de Bucarest, Mihai Frăţilă, à la cathédrale Saint-Basile-le-Grand, présidée par Lucian Cardinal Mureșan, archevêque majeur de l'Église roumaine unie à Rome (gréco-catholique), en présence de du cardinal Leonardo Sandri, préfet de la Congrégation pour les Églises orientales à Rome.

## Personnalités
- Demetriu Radu , évêque
- Ioan Bălan , évêque
- Tit Liviu Chinezu , évêque[14]
- Vasile Aftenie ,  évêque
- George Coșbuc , poète roumain, fidèle de la paroisse[15]
- Iuliu Maniu , homme politique roumain, fidèle de la paroisse[16]
- Alexandru Vaida-Voievod, homme politique roumain, fidèle de la paroisse[17]
- Vladimir Ghika , prêtre, bienheureux et martyr
- Corneliu Coposu , homme politique roumain, fidèle de la paroisse[18]

## Liens annexes
- Cathédrale de la Sainte-Trinité de Blaj